# Баргелонн-ан-Керсі
Баргелонн-ан-Керсі (фр. Barguelonne-en-Quercy) — муніципалітет у Франції, у регіоні Окситанія, департамент Лот. Баргелонн-ан-Керсі утворено 1 січня 2019 року шляхом злиття муніципалітетів Багат-ан-Керсі, Сен-Доне i Сен-Панталеон. Адміністративним центром муніципалітету є Сен-Доне. Населення — 702 особи (01.01.2021).